# 이그니스페라속
이그니스페라속은 데술푸로콕쿠스과의 한 속이다.